# 8.8cm Flak 37 Selbstfahrlafette auf 18 ton Zugkraftwagen
8.8 cm Flak 37 Selbstfahrlafette auf 18 ton Zugkraftwagen là tên một loại pháo phòng không được lắp ráp trên khung xe bán xích FAMO Sd.Kfz.9.Vào năm 1942, lực lượng không quân và lục quân Đức đã đặt hàng sản xuất 112 chiếc 8.8 cm Flak 37 auf Zgkw 18t.Khẩu pháo phòng không tự hành này được lắp ráp trên xe bán xích FAMO, thêm một bệ sắt rộng phía sau để đặt pháo phòng không FlaK 37.Vì được lắp ráp trên xe tải bán xích nên Flak 37 auf Zgkw 18t chỉ có góc quay nhất định, để có tầm bắn lý tưởng nhất thì xe tải bán xích phải đặt ở một nơi có tầm nhìn rộng.Có khoảng 14 khẩu được sản xuất từ tháng 6-7/1943, ngay sau đó việc sản xuất bị huỷ bỏ vì loại pháo này không đáp ứng được nhu cầu chiến tranh.